# Mitten entzwei
Mitten entzwei ist ein gesellschaftskritischer Roman des deutschen Schriftstellers Gerd-Peter Eigner, der 1988 im Hanser Verlag veröffentlicht wurde.

## Handlung
Der Geschäftsmann Kromminga plante ursprünglich drei Wochen Urlaub. Ein fahrlässiger Kopfsprung ins seichte Gewässer bedeutet für ihn die Querschnittlähmung und vorzeitige Rückkehr in die Heimat. Sein Bruder versorgt den Gelähmten, der sich seinerseits schreibend mit seiner Vergangenheit auseinandersetzt. Die handelnden Personen stehen gleichermaßen am Scheideweg, da sie das angepasste Verhalten aller anderen in Frage stellen.

## Ausgaben
- Gerd-Peter Eigner: Mitten entzwei. Hanser Verlag, München/Wien 1988, ISBN 3-446-15044-7, 412 S.
- Gerd-Peter Eigner: Mitten entzwei. Rowohlt, Reinbek bei Hamburg 1990, ISBN 3-499-12625-7, 396 S.

## Rezeption
Jonas Torsten Krüger merkte an, dass Gerd-Peter Eigner seinen querschnittsgelähmten Protagonisten Kromminga „mit der kranken Umwelt in Analogie gesetzt“ habe.